# Heksametr daktyliczny
Heksametr daktyliczny (łac. versus hexameter dactylicus) – najstarsze znane metrum europejskiej poezji epickiej. Heksametrem napisane są dwie najstarsze greckie epopeje Iliada i Odyseja Homera. Stał się kanonicznym wierszem starożytnej epiki greckiej oraz – po zarzuceniu wiersza saturnijskiego – także łacińskiej.
Współczesnym naśladownictwem tego metrum w poezji polskiej jest tzw. heksametr polski.

## Heksametr klasyczny
Heksametr jest wierszem iloczasowym i izochronicznym, który dzieli się na sześć stóp daktylicznych po 4 mory, takie same jednostki długości brzmienia (– 2 mory, – 1 mora). Łącznie zatem każdy wers składa się z 24 mor. Układ sylab długich i krótkich wygląda tak (- sylaba długa stanowiąca arsę, - sylaba długa, - sylaba krótka, - sylaba obojętna):
| 1. stopa                                           | 2. stopa                                           | 3. stopa                                           | 4. stopa                                           | 5. stopa                                           | 6. stopa                           |
| -------------------------------------------------- | -------------------------------------------------- | -------------------------------------------------- | -------------------------------------------------- | -------------------------------------------------- | ---------------------------------- |
| akcentowana sylaba · krótka sylaba · krótka sylaba | akcentowana sylaba · krótka sylaba · krótka sylaba | akcentowana sylaba · krótka sylaba · krótka sylaba | akcentowana sylaba · krótka sylaba · krótka sylaba | akcentowana sylaba · krótka sylaba · krótka sylaba | akcentowana sylaba · krótka sylaba |
| akcentowana sylaba · długa sylaba                  | akcentowana sylaba · długa sylaba                  | akcentowana sylaba · długa sylaba                  | akcentowana sylaba · długa sylaba                  | ()                                                 | akcentowana sylaba · długa sylaba  |

Każdy daktyl () może zostać podmieniony na spondej (). W stopie piątej spondej występuje rzadko (jeśli występuje, jest to versus spondiacus, zobacz niżej). Szósta stopa, o ile jest daktylem, może być niepełna – zamiast ostatniej sylaby występuje wtedy trochej () o długości trzech mor, a mora czwarta jest przerwą na oddech. „Wypadnięcie” jednej mory ze stopy szóstej jest zwane kataleksą, stąd owo metrum jest nazywane heksametrem daktylicznym katalektycznym. 
Zamiast trocheja w stopie szóstej może pojawić się również czteromorowy spondej (wtedy bez kataleksy), dlatego ostatnia sylaba jest nazywana obojętną (łac. syllaba anceps).
Jak powiedziano, każdy daktyl może zostać podmieniony na spondej. Podmiany te powodują, że wers heksametru może mieć od 12 do 17 sylab, ale zawsze składa się z 24 mor. Generalnie większa liczba stóp spondeicznych (czyli mniejsza liczba sylab) sprawia wrażenie dostojeństwa i siły, natomiast większa liczba daktylicznych - wrażenie lekkości i ruchliwości, co utalentowani poeci potrafili powiązać z aktualną treścią opowiadania, np.:
- 12 sylab: ollī respondit rēx Albai Longai (Enniusz, dostojeństwo sędziwego króla miasta Alba Longa)
- 13 sylab: illī inter sēsē magnā vī bracchia tollunt (Wergiliusz, cyklopi przy pracy)
- 17 sylab: quadrupedante putrem sonitū quatit ungula campum (Wergiliusz, rytm konia w galopie)

### Cezury
W środku wersu występuje jedna obowiązkowa przerwa międzywyrazowa, tzw. cezura (łac. caesura). Ze względu na ulokowanie cezur wyróżnia się cztery główne postacie heksametru:
Cezura męska (caesura semiquinaria): pauza po piątej półstopie (czyli po trzeciej arsie (//)); jest to postać najczęściej występująca u poetów łacińskich. Przykład:
- μῆνιν ἄειδε θεὰ // Πηληϊάδεω Ἀχιλῆος (Iliada);
- arma virumque canō // Trōiae quī prīmus ab ōrīs (Wergiliusz).

Cezura żeńska (gr. kata triton trochaion, po trzecim trocheju), o sylabę dalej, niż cezura męska (//); ta z kolei najczęściej występuje u poetów greckich. Przykład:
- ἄνδρα μοι ἔννεπε, μοῦσα, // πολύτροπον, ὃς μάλα πολλὰ (Odyseja);
- sponte suā sine lēge // fidem rēctumque colēbat (Owidiusz).

Cezura po siódmej półstopie (caesura semiseptenaria) z towarzyszącą cezurą pomocniczą po drugiej arsie (łac. caesura semiternaria); powstaje wtedy tzw. wiersz trójdzielny (///). Przykład: nec quicquam / nisi pondus iners // congestaque eōdem (Owidiusz).
Diereza bukoliczna (diaeresis bucolica) po czwartej stopie z towarzyszącą cezurą męską (///); diereza zbiega się zawsze z silną interpunkcją, przykład: Tītyre, dum redeō / brevis est via, // pāsce capellās (Wergiliusz).

### Restrykcje w budowie heksametru
W teorii każdy wers zbudowany na podstawie powyższych zaleceń metrycznych można uznać za heksametr daktyliczny. W praktyce, żeby wiersz mógł uchodzić za gładki, potoczysty i elegancki, musi dodatkowo spełniać określone ograniczenia dotyczące wzajemnej relacji tworzącego rytm wiersza tzw. iktu metrycznego (czyli rozłożenia ars) i akcentu wyrazowego. Restrykcjom podlega też rozmieszczenie wyrazów jednosylabowych.

#### Rozmieszczenie wyrazów jednosylabowych
Wyraz jednosylabowy nie może być w heksametrze umieszczony bezpośrednio po cezurze. Dla uniknięcia tego stosuje się nienaturalny dla prozy, poetycki szyk przestawny, czego przykładem jest pierwszy wers Eneidy:
- Arma virumque canō, Trōiae quī prīmus ab ōrīs

Naturalny, prozaiczny szyk języka łacińskiego wymagałby qui Troiae; nie ma też przeciwwskazań metrycznych, żeby ten szyk utrzymać w heksametrze, bo przestawienie tych dwóch wyrazów nie robi żadnej różnicy z punktu widzenia czy to iloczasu czy układu metrycznego całości. Wergiliusz jednak zamienił wyrazy miejscami po to, żeby uniknąć postawienia jednosylabowego qui tuż po cezurze (która wypada w tym wersie po wyrazie canō).
Unikano też – ale mniej restrykcyjnie – stawiania wyrazów jednosylabowych bezpośrednio przed cezurą. Bezwzględnie natomiast panował zakaz stawiania wyrazów jednosylabowych na końcu wersu (z wyjątkiem sytuacji, kiedy wchodzi on w skład większego zestroju akcentowego).

#### Relacja do akcentu wyrazowego
Restrykcje odnośnie do wyrazów jednosylabowych wynikają częściowo z wymagań dotyczących relacji prozaicznego akcentu wyrazowego do tworzącego rytm wiersza iktu metrycznego. Generalna zasada budowy heksametru jest taka, żeby ikt mniej więcej zgadzał się z akcentem wyrazowym w pierwszej stopie wersu, w następnych czterech ma wypadać w innym miejscu, po czym w dwóch ostatnich stopach (czyli w klauzuli) ma zachodzić pełna zgodność iktu heksametru z akcentem wyrazowym.
Z postulatu zgodności akcentu wyrazowego z iktem w klauzuli wynika zakaz umieszczania na końcu wersu wyrazów jednosylabowych. Ostatni wyraz heksametru ma mieć dwie lub trzy sylaby, przedostatni – co najmniej dwie, a najlepiej trzy. W poezji augustowskiej zakaz ten łamany jest tylko w celu osiągnięcia efektów komicznych, np.
- Parturient montēs, nāscētur rīdiculus mūs (Horacy)

Bardzo wyjątkowo zdarza się heksametr, w którym akcent wyrazowy zupełnie zgadza się z iktem metrycznym, np.:
- Impius haec tam pulcra novalia miles habebit (Wergiliusz)

Jest to skrajny przykład odstępstwa od reguły, stosowanego poza tym bardzo oszczędnie i tylko dla osiągnięcia specjalnych efektów dźwiękowych (tutaj: jęku rozpaczy).

#### Versus spondiacus
Poeci złotego wieku unikali zamiany daktyla na spondej w stopie piątej, gdyż wiersz taki, zwany versus spondiacus uznawano w poezji augustowskiej za nieestetyczny (stąd powyższy przykład z Wergilego ma 13 sylab, a nie 12, gdyż byłby to wtedy spondiacus). To ograniczenie nie obowiązywało w epoce archaicznej (Enniusz), a w okresie cycerońskim versus spondiacus był nawet ulubiony przez neoteryków i poszukiwany dla łagodnej kadencji.
Przykładem takiego wersu może być wiersz będący przypuszczalnie parodią jakiegoś fragmentu Annales Enniusza dokonaną przez Lucyliusza:
- Ibant qua poterant, qua non poterant non ibant

## Leonin
W średniowieczu szczególnie ulubioną postacią heksametru był tzw. leonin (versus leoninus). Jest to zwykły heksametr z obowiązkową cezurą męską, ma jednak tę dodatkową cechę, że ostatni wyraz przed cezurą oraz ostatni wyraz całego wersu rymują się między sobą, np.
- Quisquis amat ranam, // ranam putat esse Dianam

przy czym rym musiał a) obejmować co najmniej ostatnią sylabę obu wyrazów i b) być rymem gramatycznym. Wersy tego typu spotyka się też w poezji klasycznej, np. is status haec rerum // nunc est fortuna mearum (Owidiusz), wiadomo jednak, że poeci klasyczni specjalnie raczej unikali takich asonansów uważając je za nieestetyczne. Jako przykład przytoczyć można wers: 
- nec teneras semper // tutum captare puellas

Gdyby Owidiusz poszukiwał wewnętrznego rymu, mógłby go łatwo osiągnąć przez przestawienie dwóch wyrazów (metrum tu na to pozwala): nec semper teneras // tutum captare puellas. Można jednak z drugiej strony zauważyć, że oryginalny wers może być trójdzielny: nec teneras / semper tutum // captare puellas. Ta interpretacja na pewien niedorymek pomiędzy członem pierwszym a trzecim jednak wskazuje.
Jak napisano powyżej, w średniowieczu nastąpiła zmiana gustów i wersy tego typu zaczęły być wręcz poszukiwane. Przykład:
- Lucifer ut stellis // sic tu praelata puellis.

Ta moda mogła poniekąd powstać pod wpływem klasycznego dystychu elegijnego, w którym zgodność brzmienia ostatniej sylaby drugiego wersu stojącej przed cezurą oraz ostatniej sylaby tegoż wersu jest na ogół mile widziana. Tego typu asonansy lubi zwłaszcza Propercjusz: w jego elegiach wewnętrzny rym mają nie tylko pentametry (co u elegików rzymskich jest, jak napisano powyżej, w miarę normalne), ale również bardzo często heksametry, np.
- et mihi iam toto // furor hic non deficit anno
  - cum tamen adversos // cogor habere deos

### Leonin Bernarda z Cluny
Szczytem mistrzostwa w dziedzinie heksametru leonińskiego wykazał się w XIII wieku Bernard z Cluny ułożywszy dłuższy (3000 wersów) poemat heksametryczny zatytułowany De contemptu mundi („O pogardzie dla świata”), a spełniający następujące warunki:
- każdy z heksametrów składa się z czystych stóp daktylicznych;
- w żadnym z wersów nie ma cezury, jest tylko diereza bukoliczna;
- akcent wyrazowy pada zawsze na arsę każdej stopy;
- każdy z heksametrów rymuje się z następnym (rymy aabbccdd);
- każdy z heksametrów w części przed dierezą ma oddzielny rym wewnętrzny;

Początek wygląda tak:
Hora novissima, tempora pessima sunt, vigilemus,

Ecce minaciter imminet arbiter ille supremus

Imminet, imminet, ut mala terminet, aequa coronet,

Recta remuneret, anxia liberet, aethera donet,

Auferat aspera duraque pondera mentis onustae,

Sobria muniat, improba puniat, utraque iuste.

itd...